# Nazionale maschile di pallavolo della Romania
La nazionale maschile di pallavolo della Romania è una squadra europea composta dai migliori giocatori di pallavolo della Romania ed è posta sotto l'egida della Federazione pallavolistica della Romania.

## Rosa
Segue la rosa dei giocatori convocati per l'European Golden League 2024.
| N° | Nome               | Ruolo | Data di nascita   | Squadra               |
| -- | ------------------ | ----- | ----------------- | --------------------- |
| 1  | Bela Bartha        | C     | 19 ottobre 2000   | Dinamo Bucarest       |
| 2  | Mircea Peța        | S     | 2 aprile 1994     | Steaua Bucarest       |
| 3  | Filip Constantin   | P     | 23 ottobre 1997   | Rapid Bucarest        |
| 4  | Sergio Diaconescu  | L     | 28 giugno 1996    | Universitatea Craiova |
| 5  | Cristian Chițigoi  | S     | 4 settembre 1978  | Athlos Orestiadas     |
| 6  | Claudiu Dumitru    | P     | 29 marzo 1995     | Steaua Bucarest       |
| 7  | Rareș Bălean       | S     | 8 luglio 1997     | Dinamo Bucarest       |
| 8  | Tudor Magdaș       | C     | 10 giugno 1998    | Corona Brașov         |
| 9  | Adrian Aciobăniţei | S     | 24 agosto 1997    | Skra Bełchatów        |
| 11 | Carol Kosinski     | L     | 29 settembre 2003 | Rapid Bucarest        |
| 12 | Marian Bala        | S     | 12 marzo 1990     | Arcada Galați         |
| 13 | Alexandru Rață     | O     | 11 luglio 2000    | Zenit San Pietroburgo |
| 14 | Sebastian Bratu    | P     | 10 novembre 2000  | Unirea Dej            |
| 15 | Andrei Butnaru     | C     | 9 febbraio 1998   | Arcada Galați         |
| 16 | David Dinculescu   | S     | 30 agosto 2004    | CSM Constanța         |
| 17 | Vlad Kantor        | L     | 30 maggio 1995    | Corona Brașov         |
| 19 | Robert Călin       | C     | 1º settembre 2000 | Universitatea Craiova |
| 20 | Tudor Balu         | P     | 1º maggio 2004    | Corona Brașov         |
| 22 | Ștefan Lupu        | C     | 28 maggio 1994    | Corona Brașov         |
| 25 | Andrei Mihălescu   | S     | 6 aprile 1996     | -                     |
| 26 | Gabriel Bontea     | O     | 10 marzo 1993     | Steaua Bucarest       |
| 28 | Alexandru Ionescu  | O     | 22 luglio 1998    | SCM Zalău             |

## Risultati

### Competizioni FIVB
| 1964 | 4º posto        | Convocazioni |
| 1968 | non qualificata | -            |
| 1972 | 5º posto        | Convocazioni |
| 1976 | non qualificata | -            |
| 1980 | 3º posto        | Convocazioni |
| 1984 | non qualificata | -            |
| 1988 | non qualificata | -            |
| 1992 | non qualificata | -            |
| 1996 | non qualificata | -            |
| 2000 | non qualificata | -            |
| 2004 | non qualificata | -            |
| 2008 | non qualificata | -            |
| 2012 | non qualificata | -            |
| 2016 | non qualificata | -            |
| 2020 | non qualificata | -            |
| 2024 | non qualificata | -            |

| 1949 | 5º posto        | Convocazioni |
| 1952 | 4º posto        | Convocazioni |
| 1956 | 2º posto        | Convocazioni |
| 1960 | 3º posto        | Convocazioni |
| 1962 | 3º posto        | Convocazioni |
| 1966 | 2º posto        | Convocazioni |
| 1970 | 7º posto        | Convocazioni |
| 1974 | 6º posto        | Convocazioni |
| 1978 | 13º posto       | Convocazioni |
| 1982 | 15º posto       | Convocazioni |
| 1986 | non qualificata | -            |
| 1990 | non qualificata | -            |
| 1994 | non qualificata | -            |
| 1998 | non qualificata | -            |
| 2002 | non qualificata | -            |
| 2006 | non qualificata | -            |
| 2010 | non qualificata | -            |
| 2014 | non qualificata | -            |
| 2018 | non qualificata | -            |
| 2022 | non qualificata | -            |

| 1965 | 6º posto        | Convocazioni |
| 1969 | 7º posto        | Convocazioni |
| 1977 | non qualificata | -            |
| 1981 | non qualificata | -            |
| 1985 | non qualificata | -            |
| 1989 | non qualificata | -            |
| 1991 | non qualificata | -            |
| 1995 | non qualificata | -            |
| 1999 | non qualificata | -            |
| 2003 | non qualificata | -            |
| 2007 | non qualificata | -            |
| 2011 | non qualificata | -            |
| 2015 | non qualificata | -            |
| 2019 | non qualificata | -            |
| 2023 | non qualificata | -            |

### Competizioni CEV
| 1948 | non qualificata | -            |
| 1950 | 5º posto        | Convocazioni |
| 1951 | 4º posto        | Convocazioni |
| 1955 | 2º posto        | Convocazioni |
| 1958 | 2º posto        | Convocazioni |
| 1963 | 1º posto        | Convocazioni |
| 1967 | 5º posto        | Convocazioni |
| 1971 | 3º posto        | Convocazioni |
| 1975 | 4º posto        | Convocazioni |
| 1977 | 3º posto        | Convocazioni |
| 1979 | 7º posto        | Convocazioni |
| 1981 | 5º posto        | Convocazioni |
| 1983 | 8º posto        | Convocazioni |
| 1985 | 8º posto        | Convocazioni |
| 1987 | 10º posto       | Convocazioni |
| 1989 | 12º posto       | Convocazioni |
| 1991 | non qualificata | -            |
| 1993 | non qualificata | -            |
| 1995 | 12º posto       | Convocazioni |
| 1997 | non qualificata | -            |
| 1999 | non qualificata | -            |
| 2001 | non qualificata | -            |
| 2003 | non qualificata | -            |
| 2005 | non qualificata | -            |
| 2007 | non qualificata | -            |
| 2009 | non qualificata | -            |
| 2011 | non qualificata | -            |
| 2013 | non qualificata | -            |
| 2015 | non qualificata | -            |
| 2017 | non qualificata | -            |
| 2019 | 21º posto       | Convocazioni |
| 2021 | non qualificata | -            |
| 2023 | 7º posto        | Convocazioni |

| 2004 | non qualificata | -            |
| 2005 | non qualificata | -            |
| 2006 | non qualificata | -            |
| 2007 | 10º posto       | Convocazioni |
| 2008 | non qualificata | -            |
| 2009 | 10º posto       | Convocazioni |
| 2010 | 4º posto        | Convocazioni |
| 2011 | 4º posto        | Convocazioni |
| 2012 | 9º posto        | Convocazioni |
| 2013 | non qualificata | -            |
| 2014 | 5º posto        | Convocazioni |
| 2015 | 11º posto       | Convocazioni |
| 2016 | non qualificata | -            |
| 2017 | non qualificata | -            |
| 2018 | non qualificata | -            |
| 2019 | non qualificata | -            |
| 2021 | 5º posto        | Convocazioni |
| 2022 | non qualificata | -            |
| 2023 | 9º posto        | Convocazioni |
| 2024 | 9º posto        | Convocazioni |
| 2025 | 5º posto        | Convocazioni |

| 2018 | non qualificata | -            |
| 2019 | 1º posto        | Convocazioni |
| 2021 | non qualificata | -            |
| 2022 | 1º posto        | Convocazioni |
| 2023 | non qualificata | -            |
| 2024 | non qualificata | -            |
| 2025 | non qualificata | -            |